# Польские легионы

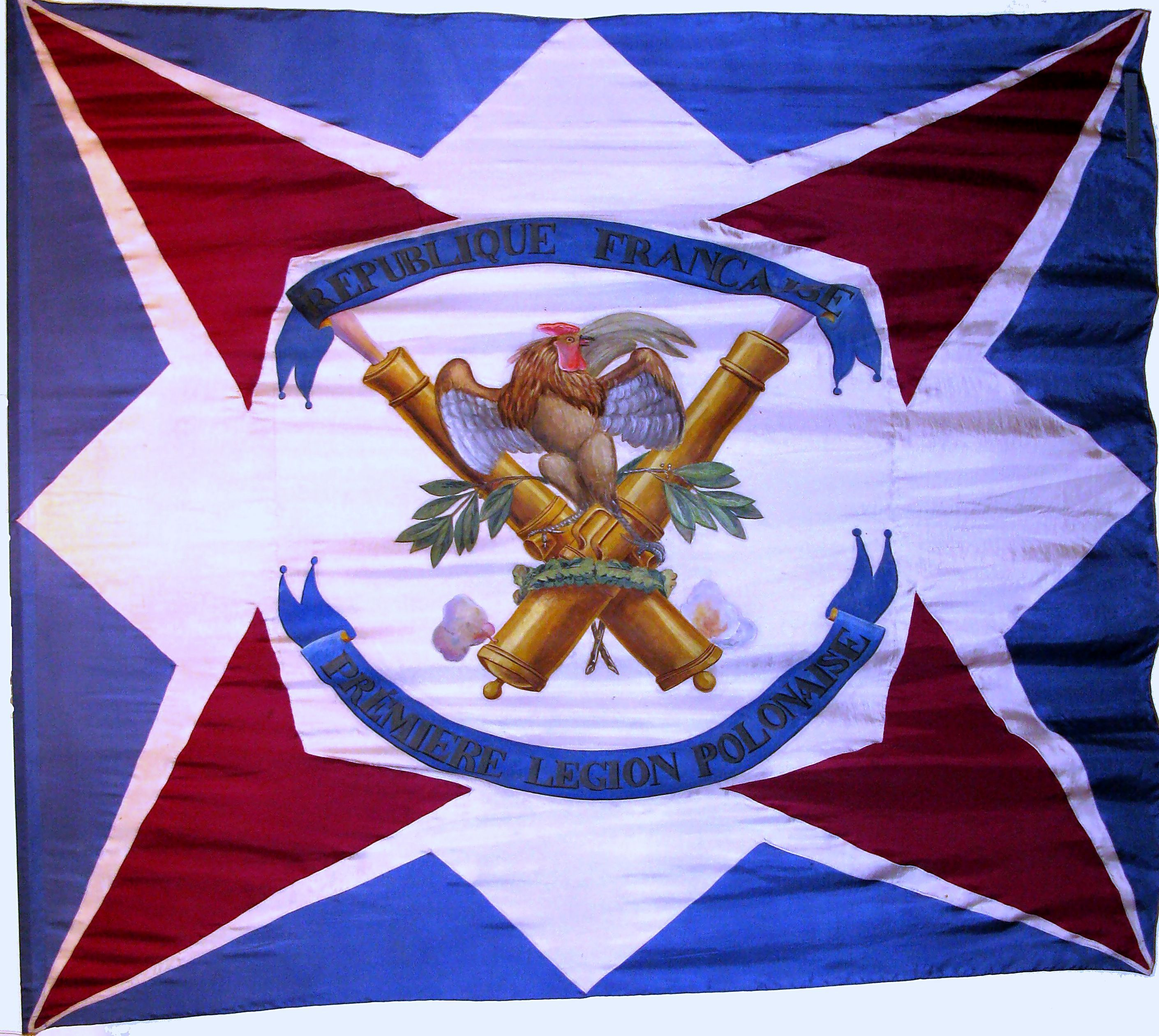
Знамя первого польского легиона.

Польские легионы (пол. Legiony Polskie) — добровольческие (наёмные) польские воинские формирования, создававшиеся в XVIII—XX веках в армиях разных государств мира.

## В Османской империи (Турции)
Впервые польский легион в Османской империи (Турции) появился в 1770-е годы и был в составе вооруженных сил османов.
В ходе русско-турецкой войны 1877—1878 годов из польских иммигрантов в Стамбуле было создано два легиона — европейский (около 70 человек под командованием Йозефа Ягмина) и азиатский, который воевал на Кавказском фронте. Легионеры понесли большие потери 23 августа 1877 года в ходе боя у селения Кизлар близ Ески-Загры.

## В период Наполеоновских войн
После восстания Костюшко (1794) много поляков эмигрировало в Италию и Францию, чему державы, разделившие Польшу, не противились. Центрами таких выходцев из Польши были Венеция и Париж.
В 1796 году генерал Ян Домбровский предложил французской директории сформировать особый корпус из поляков. Директория приняла предложения и поручила вести переговоры генералу Бонапарту, командующему итальянской армией. Так как французскими законами было запрещено принимать на службу иностранные войска, то польские легионы были включены в состав армии Ломбардской республики, образованной в ходе Итальянского похода Бонапарта (1796—1797). 9 января 1797 года было заключено соответствующее соглашение между Домбровским и правительством Ломбардской республики.
Было сформировано два легиона по три батальона и одному артдивизиону в каждом. Солдаты легионов носили польские мундиры с французскими кокардами. Однако вскоре в апреле 1797 года Бонапартом было заключено перемирие в Леобене, а затем Кампо-Формийский мир. Домбровский, который хотел представлять польский народ на этих переговорах, не был допущен на мирный конгресс. Польские легионы сохранились в качестве вспомогательного корпуса в армии Цизальпинской республики.
В 1798 году участвовали в действиях против Папской области и Неаполитанского королевства. Во время Войны Второй коалиции Франция в 1799 взяла на себя содержание польских легионов, и они участвовали в 1799—1800 гг. в боевых действиях в Италии против русско-австрийских войск. Первый легион понёс большие потери в сражениях при Треббии и Нови (оба 1799). Второй легион участвовал в обороне осаждённой Мантуи и потерял при этой осаде 700 человек.
Кроме итальянских легионов Домбровского (9 тыс. человек), в 1799 был сформирован Придунайский легион генерала К. Князевича (около 6 тыс. человек), который успешно действовал в Южной Германии в 1799—1800 годах. После Люневильского мира Франция реорганизовала Легионы польские в три полубригады и один уланский полк. По тайной статье Амьенского мира с Англией Франция обязывалась распустить польские легионы. Вскоре 2-я и 3-я полубригады были отправлены на остров Сан-Доминго и использованы для подавления антифранцузского восстания негритянского населения; потеряли в боях и от болезней 2/3 состава. 1-я полубригада и уланский полк остались в Италии и в 1805—1807 участвовали в войне Франции с 3-й и 4-й коалициями.
Во время войны против Пруссии (1806—1807) Наполеон создал два северных легиона (8 тыс. человек) под командованием генералов Зайончека и Володкевича.
Всего в 1797—1807 гг. через Легионы польские прошло около 35 тыс. человек, часть которых составила костяк армии Герцогства Варшавского, а часть осталась на французской службе (около 8 тыс. человек) в так называемом Польско-итальянском легионе.

## Во время революции 1848 года
В период революций 1848 года в Европе, 29 марта 1848 года в Риме по инициативе польского поэта Адама Мицкевича был сформирован польский легион (около 500 человек), который участвовал в освободительной войне итальянского народа против австрийского господства.
Во время Венгерской революции 1848—1849 годов были также созданы 2 польских легиона в Венгрии под командованием генералов Юзефа Высоцкого и Юзефа Бема, которые сражались в составе венгерской революционной армии, а после подавления восстания ушли в Турцию.

## Польские легионы в Первой мировой войне

Полковник Пилсудский со своим штабом в Кельцах. 1914

Во время первой мировой войны идею создания польских легионов выдвинули польские националистические деятели проавстрийской ориентации во главе с Пилсудским, которые рассчитывали на частичное решение польского вопроса при помощи центральных держав. 16 августа 1914 был объявлен набор в Легионы польские при австро-венгерской армии. Было начато формирование двух польских легионов — Восточного (Львов) и Западного (Краков). После занятия русскими войсками Восточной Галиции Восточный легион под влиянием прорусских польских политических группировок 21 сентября 1914 самораспустился. Вместо Западного легиона были сформированы 3 бригады легионеров (по 5—6 тыс. человек каждая), которые в 1914—16 участвовали в боевых действиях в Галиции, Западных Карпатах и на Волыни в составе австро-венгерской армии, а в 1917 — начале 1918 были распущены.
|  | Польская стрелковая дивизия (пол. Dywizja Strzelców Polskich) генералов Петра Шимановского, Адама Славочиньского, Тадеуша Былевского                |
|  | 1-я Польская стрелковая дивизия (пол. 1 Dywizja Strzelców Polskich, фр. 1re Division Polonaise)                                                     |
|  | 2-я Польская стрелковая дивизия (пол. Dywizja Strzelców Polskich, фр. 2éme Division Polonaise)                                                      |
|  | 3-я Польская стрелковая дивизия (пол. 3 Dywizja Strzelców Polskich, фр. 3éme Division Polonaise)                                                    |
|  | 4-я Польская стрелковая дивизия (пол. 4 Dywizja Strzelców Polskich) генерала Л. Желиговского — входила во 2-й Польский корпус в России              |
|  | 5-я Польская стрелковая дивизия (сибирская) (пол. 5 Dywizja Strzelców Polskich) полковника Валериана Чумы — входила во 2-й Польский корпус в России |
|  | 6-я Польская стрелковая дивизия (пол. 6 Dywizja Strzelców Polskich, фр. 6éme Division Polonaise)                                                    |
|  | 7-я Польская стрелковая дивизия (пол. 7 Dywizja Strzelców Polskich, фр. 7éme Division Polonaise)                                                    |
|  | Польская учебная дивизия (пол. Dywizja Instrukcyjna)                                                                                                |
|  | 1-й Польский корпус легионеров (пол. I Korpus Polski w Rosji) Юзеф Довбор-Мусницкий                                                                 |
|  | Польская легкая бригада (пол. Brygada Lekka) Юлиуша Руммеля                                                                                         |
|  | 1-я бригада Польских Легионеров (пол. 1 Brygada Legionów Polskich) маршала Ю. Пилсудского                                                           |
|  | 2-я Бригада Польских Легионеров (пол. 2 Brygada Legionów Polskich) генерала Юзефа Халлера                                                           |
|  | 3-я Бригада Польских Легионеров (пол. 3 Brygada Legionów Polskich) Болеслава Ройи                                                                   |
|  | Польский вспомогательный корпус (пол. Polski Korpus Posiłkowy) генерала Зыгмунта Желиньского                                                        |
|  | Польские соединения Рейхсвера (пол. Polska Siła Zbrojna) Феликса фон Барта                                                                          |

| Место и период формирования                   | Ключ    |
| --------------------------------------------- | ------- |
| Россия, Первая мировая война                  | Зелёный |
| Франция, Первая мировая война (Армия Халлера) | Синий   |
| Россия, период Гражданской войны              | Красный |
| Австро-Венгрия, Первая мировая война          | Жёлтый  |
| Германия, Первая мировая война                | Серый   |